# Tetragnatha limu
Tetragnatha limu är en spindelart som beskrevs av Gillespie 2003. Tetragnatha limu ingår i släktet sträckkäkspindlar, och familjen käkspindlar. Inga underarter finns listade i Catalogue of Life.